# HC Geldermalsen
HC Geldermalsen is een Nederlandse hockeyclub uit de Gelderse plaats Geldermalsen.
De club werd opgericht op 14 januari 1980 en speelt op het sportpark aan de Randweg in Geldermalsen. Het eerste damesteam komt in het seizoen 2017/18 uit in de Vierde klasse van de KNHB, Heren in de vierde reserveklasse. Daarnaast spelen de heren veteranen op zondag en de veterinnen op dinsdag. Het laatste team speelt in de eerste klasse.